# Базаровы
База́ровы — древний дворянский род татарского происхождения, от бояр рязанских.

## Происхождение и история рода
По сказаниям древних родословных книг, к великому князю Олегу Рязанскому выехали из Большой Орды, два татарских мурзы «мужа честна»: Салахмир (Солохмир, Хоросмир, Салах-эмир) и его старший брат Едуган (Идуган, Эду-хан от него род Хитрого) Мирославовичи. Салахмир принял святое крещение с именем Иоанн. Великий князь Олег Иванович отдал за него в супружество свою родную сестру княжну Анастасию Ивановну и пожаловал ему несколько вотчин. При присоединении рязанского княжества к московскому (1521), рязанским дворянам были взамен рязанских, предоставлены поместья в иных московских губерниях. Предки Базаровых были испомещены в Новгородской и Псковской областях. По Десятням (1550), Базаровы — новгородские помещики.
Псковский помещик Андрей Володимиров сын Базаров — опричник Ивана IV Васильевича Грозного (1573).

## Герб рода Базаровых
Определением Департамента Герольдии Правительствующего Сената (26 ноября 1863) утверждены постановления Петроградского Дворянского Депутатского Собрания (24 и 31 октября 1863) о внесении в III часть Дворянской родословной книги Протоиерея Александра Базарова и сыновей его Александра и Павла на основании Всемилостивейшего сопричисления первого из них к ордену Святого Владимира III-й степени (7 августа 1860).

### Описание герба
В горностаевом щите вертикально золотой православный восьмиконечный крест. В червлёной оконечности щита накрест серебряные с золотыми рукоятками меч и шпага. Щит увенчан дворянским коронованным шлемом. Нашлемник: два серебряных орлиных крыла. Намет серебряный, подложенный червленью. Девиз «БОГ, ЧЕСТЬ, ДОЛГ» на серебряной ленте червлёными буквами.
Герб внесён в Часть 21 Общего гербовника дворянских родов Всероссийской империи, стр. 16.
Официально герольдией род этот не был утверждён в древнем дворянстве.

## Родословная роспись Базаровых
В синодальном списке родословий (1851), в главе № 16, имеется запись: «Род Салнахиров, от него Кончеевы, Вердеревские, Крюковы. Приехал к великому Князю Рязанскому Мирославича из Большие Орды, и одного брата убили Татарове на поле, а за другого брата дал Князь великий Рязанский сестру свою Настасью за Ивана за Лохмира; а у Ивана сын Григорий; а у Григорья Ивановича дети: Григорий, да Михайло Обумал, да Кончей, да Костянтин; и от Григорья пошли Вердеревские, а от Михаила от Обумалы пошли Крюковы да Шишкины, а от Кончея Кончеевы. Дувановы, Пороватые, Ротаевы, Базаровы».

## Род Базаровых в Великом княжестве Литовском

Польский герб Базаревич

Род Базаровых, как и другие рода мурзы Салахмира, упомянуты в польско-литовских и московских документах, как выходцы из Литвы. Темир Симанов сын Базаров упомянут в Дворовой тетради по Костроме в разделе: Литва дворовая.
Полонизированная форма от Базаров в Великом княжестве Литовском — Базаревские и Базаревичи. Многие татарские роды в Великом княжестве Литовском носили княжеский титул и титул мурз, причём титул мурзы был распространён меньше и считался достоянием наиболее знатных родов. С княжеским титулом доказали дворянство в Виленской, Гродненской и Минской губерниях и в Царстве Польском в первой четверти XIX века и употребляли его в официальных документах род Базаревских (герба Сверчек). Титул мурзы употребляли (прибавляя его к фамилии) литовско-татарские семьи Базаревских. Среди литовско-польских татар имелись князья и мурзы Базаровские.
В представленном Польском гербе Базаревич, на щите, имеется перевёрнутая тамга П — тамга Джучидов. Данной видоизменённой (одмяном) тамгой пользовались хан Батый и его потомки.

## Историко-этимологический анализ фамилии Базаров
Ономастика имени по Н. А. Баскакову: «родившийся в базарный день; из тюрк. basar — рынок». Дворяне с конца XVI века. Под (?) (1568) отмечен Темир Базаров (имя и фамилия тюркские) в Ярославле. Прозвание у людей, родившихся в базарные дни Базар (тюрко-татарское) — кочевая ставка правителя. Базарец — придворный служитель кочевой ставки правителя. Орда-базарец — торговец, состоящий в Орде-базаре, то есть большой группе лиц, обслуживающих ставку правителя (орды), иногда Орда-базар называлась сама ставка правителя. В Золотой Орде имелся титул: «Базар да торган лнар» — блюститель порядка на базаре. На данное место назначались отпрыски видных представителей татарской знати, оно было очень доходным, и занять его было крайне трудно и почётно.